# 니시 아스카
니시 아스카(일본어: 西 明日香 にし あすか[*], 1988년 2월 10일 ~)는 일본의 여성 성우이다. 시그마 세븐e 소속.
효고현 출신이며, 어뮤즈먼트 미디어 종합학원을 졸업했다.

## 인물소개
- 중학교, 고등학교 시절 취주악부 부장을 역임하고 악기는 플루트를 담당하고 있었다.[2][3]
- 전문학교에 다니며 2007년에 열린 제2회 시그마 세븐 공개 오디션에 합격하였다.[4]
- 2008년에 전문학교를 졸업하고 시그마 세븐e에 배속되었다.
- 보유 자격은 서예(경필 5단, 모필 2단), 주산, 비서 3급. 비서검정은 WEB 라디오 '스쿠에니Chan!'의 개인 코너에서 도전과제를 수행하여 취득하였다.[5]

## 에피소드
- 성우로 데뷔하고 3년, 무명 생활이 길어지면서 의욕이 사라지던 중 인생에 두 번 오기 힘든 큰 기회가 찾아온다. 시그마 세븐 사무소의 선배인 야스모토 히로키가 진행을 맡은 WEB 라디오 '스쿠에니Chan!' 1회에서, 「무리한 것을 해야 방송이 재밌다」면서 즉석에서 생각해 낸 기획이 「스튜디오 근처에 있는 사무소 후배 몇 명을 호출해서 가장 빨리 도착하는 사람에게 라디오 도우미를 맡긴다」였다. 여기에 가장 먼저 도착한 것이 니시 아스카.[6] 이후 트럼펫을 불거나 게임을 하거나 그림을 그리는 등 다양한 도전을 하며 방송에 고정으로 자리 잡았고, 이 방송이 119회까지 장기간 방송되면서 니시 아스카가 어엿한 성우로 성장하는 데 기반이 되었다.
- WEB 라디오 '스쿠에니Chan!'에서 특기인 플루트 실력을 선보여 큰 호평을 받았다.[2][5][7][8]

## 출연작품
※ 주요 역할은 굵은 글자로 표시.

### TV 애니메이션
2009년
- 케이온! (학생)

2010년
- 내 여동생이 이렇게 귀여울 리가 없어 (촉수 여동생)
- 탐정 오페라 밀키 홈즈 (여학생B)

2011년
- 쾌도천사 트윈 엔젤 (여학생B)
- 꽃이 피는 첫걸음 (마이, 학생D)
- 비탄의 아리아 (메이드B)
- 치비☆데비! (나카가와 시오리[9])
- 하느님의 메모장 (여자B)

2012년
- 맹렬 우주해적 (우르술라 아브라모프[10])
- 배틀 스피리츠 소드아이즈 (야마부키, 여자애)
- 백곰 카페 (유치원생)
- 사랑한다고 말해 (여자애, 여학생)
- 사쿠라장의 애완 그녀 (여자C, 손님4)
- 에비텐 (카나모리 하카타[11])
- 옆자리 괴물군 (여학생A)
- 우폿테!! (어린이A)
- 전국 컬렉션 ("풍류인" 마츠오 바쇼[12])
- 탐정 오페라 밀키 홈즈 제2막 (여학생, 남자애)
- 폭풍우 치는 밤에 (어린 흰 염소)
- 하이스쿨D×D (레이벨 피닉스[4])

2013년
- 갈릴레이 돈나 (여학생)
- 금빛 모자이크 (오오미야 시노부[13])
- 기교소녀는 상처받지 않아 (앙리에트 블류[14])
- 내가 인기 없는 건 아무리 생각해도 너희들이 나빠! (여학생)
- 문제아들이 이세계에서 온다는 모양인데요? (삼색 고양이, 점원, 메이드, 정령)
- 배틀 스피리츠 소드아이즈 격투전 (웨이트리스)
- 벚꽃사중주 - 꽃의 노래 (아마노 미도리코)
- 사쿠라장의 애완 그녀 (여자애B, 여자A)
- 알바뛰는 마왕님! (스즈키 리카[15])
- 직구표제 로봇 애니메 (후지이[16])
- 찾아보자! 부활동 (스즈키 유아[17])

2014년
- 마켄키! 통 (몬지)
- 사쿠라 Trick (노다 시노부)
- 찾아보자! 부활동 앙코르 (스즈키 유아[17])
- 풍운유신 다이쇼군 (사쿠라기)
- 하마토라 (공항 접수원)
- selector infected WIXOSS (유코)
- 47도도부견R (효고견[18])

2015년
- 찾아보자! 부활동 스핀오프 푸루푸룬 샤름과 놀자 (스즈키 유아[17])
- 헬로!! 금빛 모자이크 (오오미야 시노부)
- 던전에서 만남을 추구하면 안 되는 걸까 (아냐)
- 스자키니시 (니시 아스카)
- 하이스쿨D×D BorN (레이벨 피닉스)

2016년
- 마법소녀 따위 이제 됐으니까.  (포치)
- 삼자삼엽 (하야마 코우)

### OVA
2013년
- 문제아들이 이세계에서 온다는 모양인데요? ~온천만유기~ (여성 손님A) ※원작 8권 블루레이 동봉판

### 극장판 애니메이션
2013년
- 데스 빌리어드 (여성 손님)

2014년
- 맹렬 우주해적 ABYSS OF HYPERSPACE -아공의 심연- (우르술라 아브라모프[19])

2016년
- 금빛 모자이크: 프리티 데이즈 (시노부)

### Web 애니메이션
2010년
- Starry☆Sky (유치원생3)

### 게임
2011년
- INSTANT BRAIN (스테파니)
- FAIRY TAIL PORTABLE GUILD 2 (데이지)

2013년
- 요메코레 성우부 (니시 아스카[20])

2014년
- 모에 쁘띠 채팅 (호시이 루나[21])

### 라디오

#### 고정 출연
- 애니타마닷컴 (라디오 칸사이 : 2007년 3월, 브릿지 네비게이터[22])
- 이와타 미츠오・스즈무라 켄이치 스위트 이그니션 (라디오 오사카 : 2007년도, 어시스턴트 퍼스널리티)
- 스쿠에니Chan! (스퀘어 에닉스 공식 WEB 라디오 : 2011년 10월 6일 ~ 2014년 1월 30일, 도우미[23])
- 스자키니시 (분카방송 초! A&G+ : 2013년 7월 2일 ~ , 퍼스널리티[24])
- 요메코레 PRESENTS 「미사와 사치카・니시 아스카의 CHEERING PARTY!!」 (애니메이트 TV : 2013년 7월 5일 ~ 12월 27일, 퍼스널리티[25])
- 찾아보자! 라디오 이야기 (닛테레, 니코니코 동화 : 2013년 10월 5일 ~ 2014년 3월 29일, 퍼스널리티)

#### 게스트
- 전국 컬렉션 라디오 「소악마왕・오오쿠보 루미의 천하포무」 (온센 : 2012년 5월 11일, 8회 게스트)
- 요약해서 에비라지 (TV 애니메이션 에비텐 공식 WEB 라디오 : 2012년 5월 26일, 0회 게스트)
- 라디오☆사토미 핫켄덴! (분카방송 초! A&G+ : 2012년 11월 9일, 84회 게스트)
- A&G ARTIST ZONE 와시자키 타케시의 2h (분카방송 초! A&G+ : 2013년 7월 5일, 143회 게스트)
- 타카모토 메구미의 오토메구리♪ (분카방송 AG-ON : 2013년 8월 9일, 공개 생방송 게스트[26])
- 토크 살롱・카오리의 방 (라디오 회관 : 2013년 11월 1일, 4회 게스트[27]) )
- 라디오・기교소녀 ~메인캐스트는 상처받지 않아~ (온센・애니메이트 TV : 2014년 1월 21일 ~ 1월 28일, 20 ~ 21회 게스트)
- 요메코레 PRESENTS 아야에리의 신부 시작했습니다! (애니메이트 TV : 2014년 3월 28일, 12회 게스트[28])
- 미카코@파요파요 (애니메이트 TV : 2014년 5월 29일, 664회 게스트)

### 더빙
- iCarly

### 텔레비전 / 실사

#### 고정 출연
- 애니송★카페 유메가오카 (tvk : 2009년 1월 14일 ~ 9월 25일, 아르바이트 역할[29])
- 큥빛 모자이크 (YouTube의「FlyingDog Channel」: 2013년 6월 25일 ~ 10월 1일, 주연[30]) ※매주  화・금요일 공개, 총 29회 방송
- 츠레게 (Pigoo HD : 2014년 2월 16일 ~ 4월 18일, 38 ~ 40회 출연자[31]) ※매달 1회씩, 총 3회 방송
- 고양이 부스 요괴 퍼센트 감자 (니코니코 생방송 : 2014년 3월 28일 ~ , HeapStats・출연자[32]) ※출연자 5 명이 2 명씩 격주로 출연
- GirlsNews~성우 (Pigoo HD : 2014년 4월 3일 ~ , MC[33])

#### 게스트
- 카네다 성우 연구실 (Pigoo HD : 2012년 5월 1일, 1회 게스트[34])
- MMD 애니메이션을 함께 말들자 (니코니코 생방송 : 2013년 4월 18일, 20회 게스트)
- 전파첩보국 (니코니코 생방송 : 2013년 5월 30일, 게스트)
- GirlsNews~성우 (Pigoo HD : 2013년 8월 1일, 게스트[35])
- PON! (닛폰 TV : 2013년 10월 21일, 게스트)
- 전파첩보국 (니코니코 생방송 : 2013년 12월 16일, 게스트)
- 드래곤퀘스트ⅩTV 번외편 요스피 산타의 크리스마스 SP! (니코니코 생방송 : 2013년 12월 25일, 게스트)

#### BD / DVD
- 라디오☆사토미 핫켄덴! DVD 2013 겨울호 (마린 엔터테인먼트 : 2013년 2월 22일 DVD 발매, 게스트[36])
- 시 사이드 복주머니 2014 (시 사이드 커뮤니케이션즈 : 2013년 12월 29일 DVD 발매, 출연자)
- 늑대인간 배틀 ~missing girl in fairyland~ (마린 엔터테인먼트 : 2014년 2월 12일 DVD 발매, 출연자[37])
- SEASIDE LIVE FES 2013 (시 사이드 커뮤니케이션즈 : 2014년 5월 23일 BD/DVD 발매, 출연자)

### CD

#### 드라마 CD
- SASRA2 (마르키아 알렉산드르)
- 나나와 카오루 (란) ※원작 7권 드라마 CD 첨부 한정판
- 에비드라 콤프CD ~애니메이션ver~ (카나모리 하카타) ※월간 콤프 에이스 2012년 11월호 첨부
- 아테야의 츠바키 (카가리) ※원작 9권 드라마 CD 첨부 한정판
- 월간소녀 노자키군 (사쿠라 치요[38])
- 류가죠 나나나의 매장금 (요정 벨) ※원작 7권 드라마 CD 첨부 특장판
- 캔디 팝 나이트메어 (이치노세 이치카)

#### 라디오 CD
- 스자키니시 DJCD vol.1
- 스자키니시 카운트다운 CD
- 스자키니시 DJCD vol.2

#### 음악 CD
- 전국 컬렉션 캐릭터 컬렉션 Vol.4
- 미래색의 약속
- 에비텐 Character Song Album THE 리스펙트 Vol.1
- 에비텐 Character Song Album THE 리스펙트 Vol.2
- 관련곡집 로봇 애니메
- Jumping!!／Your Voice
- TV 애니메이션 금빛 모자이크 사운드 북 '안녕 잘 부탁해'
- TV 애니메이션 금빛 모자이크 사운드 북 '언제까지나 함께야'
- 6COLORS～SEASIDE LIVE FES 2013
- 찾아보자! 부활동 관련 악곡집 '찾아보자! 노래 이야기'
- 찾아보자! 부활동 앙코르 관련 악곡집 '찾아보자! 노래 이야기 앙코르'

### 나레이션
- 일본공학원 하치오지전문학교 하치오지학교 체험입학안내버스 (2009년도)
- 코믹 마켓 C77 이치진샤 부스 소개 (2009년 12월 29일 ~ 31일)
- 카츠라 요네타로의 부자가 되고 싶어! (군마 TV : 2010년 3월 4일 ~ 5일)
- 사랑의 고민 해결! 행복 결혼 상담소 (닛폰 TV : 2010년 4월 13일)
- 애니메여자 집카페부 (AT-X)

### 보이스 오버
- 에티카의 거울 ~마음에 와닿는 TV~ (후지 TV : 2009년 5월 17일)

### 기타
- 극단 사자좌 제67회 공연「바보에겐 보이지 않는 라만차 왕의 알몸」 (2007년 9월 21일 ~ 23일, 학생)
- 제48회 전국 대학 럭비 선수권 대회 2회전 (2011년 12월 25일, 장내 아나운서)
- Windows8 DSP판 프로모션 캐릭터 (마도베 유우[4])